# Belagerung von Madras
Kalkutta – Chandannagar – Plassey – Cuddalore – Negapatam – Condore – Madras – Masulipatam – Pondicherry I – Chinsurah – Wandiwash – Pondicherry II – Manila – Palaris-Aufstand
Die Belagerung von Madras war eine militärische Auseinandersetzung in der Umgebung des von den Briten gehaltenen Madras (heute: Chennai) während des Siebenjährigen Krieges zwischen Dezember 1758 und Februar 1759. Die Stadt wurde von französischen Streitkräften unter dem Kommando von Thomas Arthur de Lally-Tollendal belagert – die britische Garnison konnte sich allerdings bis zu ihrem Entsatz halten.
Der britische Sieg trug zum britischen sog. Annus Mirabilis (deutsch: Wundervolles Jahr) von 1759 bei.

## Hintergrund
Mit Beginn des Siebenjährigen Krieges in Europa, kam es auch zu Kampfhandlungen in den europäischen Kolonien der beteiligten Staaten Großbritannien und Frankreich. Da sich die meisten dieser Kämpfe in Indien in der Region Karnatik ereigneten, worunter man während der Kolonialzeit das Gebiet zwischen den Ostghats und der Koromandelküste im Norden des heutigen indischen Bundesstaats Tamil Nadu verstand, wird dieser Konflikt auch als Dritter Karnatischer Krieg bezeichnet.
Der Krieg, der sich in Europa im vierten und in Indien im zweiten Jahr befand, begann sich für die Franzosen schlecht zu entwickeln. Lally-Tollendal, der 1758 mit dem Geschwader von d’Aché in Indien angekommen war, konnte zwar einige Erfolge im Dekkan (Einnahme von Cuddalore und Surat) verzeichnen, ein entscheidender Sieg war aber bisher ausgeblieben. So geriet Madras, zu der Zeit der wichtigste britische Stützpunkt an der Ostküste Indiens, in den Blickpunkt der Franzosen.
Bereits 1746 war die Stadt im Österreichischen Erbfolgekrieg von den Franzosen erobert worden, musste jedoch 1748 an die Briten zurückgegeben werden. Nach dem erneuten Kriegsausbruch hatte Großbritannien 1757 nach mehreren Siegen von Robert Clive in Bengalen die Oberhand. Mit dem Eintreffen Lallys verlagerte sich das Kriegsgeschehen in den Süden. Lally wollte eigentlich schon im Juni 1758 gegen Madras vorgehen, entschied sich aber dann aus Geldmangel für einen in der Folge allerdings erfolglosen Angriff auf Tanjore in der Hoffnung, dort Einnahmen zu erzielen. Als er für den Angriff auf die Stadt bereit war, war es bereits Dezember und der französische Vormarsch wurde auch durch den Monsun verzögert. Dies gab den Briten zusätzliche Zeit, ihre Verteidigung vorzubereiten und ihre Außenposten zurückzuziehen, wodurch die Garnison auf fast 4.000 Soldaten anwuchs. Zusätzlich fehlte den Franzosen die Marineunterstützung, da das Geschwader von d’Aché bei Einsetzen des Wintermonsuns gezwungen war, die indischen Gewässer in Richtung Île-de-France zu verlassen. Der Stützpunkt bot den französischen Schiffen zwar einen guten Schutz, war allerdings auch zwei Monatsreisen von der indischen Küste entfernt. Die Briten verfügten dagegen an der Westküste über den Hafen von Bombay, wo ihre Schiffe sicher überwintern konnten und gleichzeitig in der Nähe des Einsatzortes blieben. So konnte das britische Geschwader bereits im Februar 1759, am Ende des Monsuns, vor Madras eingesetzt werden, um die Stadt zu versorgen. Folgerichtig gab Lally-Tollendal die Belagerung letztlich auf.

## Die Belagerung

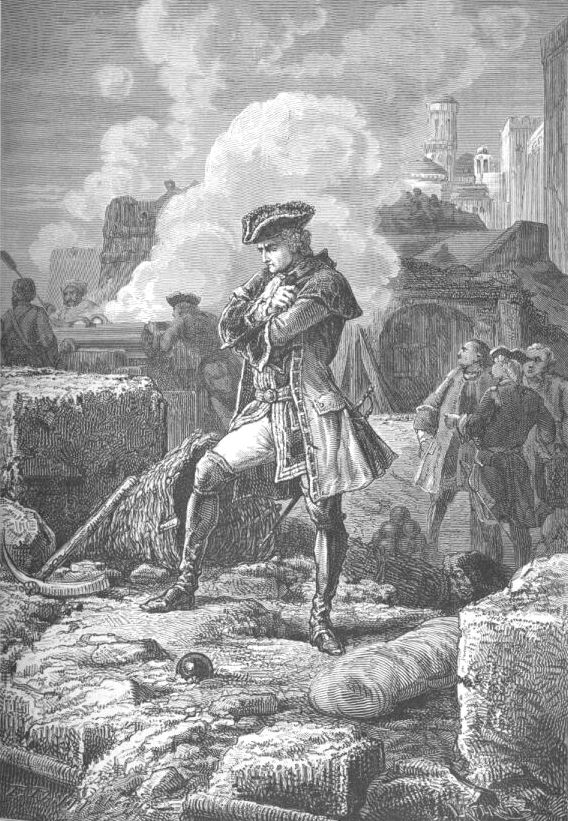
Der französische Befehlshaber vor Madras, Lally, dargestellt bei der späteren Belagerung von Pondicherry (1760) von Paul Philippoteaux.

### Erste Gefechte
Madras war 1758 in zwei Teile geteilt. Die Black Town (deutsch: Schwarze Stadt) oder Great Parachery (deutsch: Große Paracherie), in der die Mehrheit der einheimischen Paraiyar-Bevölkerung lebte und die nicht befestigt war, und die White Town (deutsch: Weiße Stadt), in der die zahlenmäßig kleinere europäische Bevölkerung lebte und die vom Fort St. George dominiert wurde. Am 14. Dezember drangen französische Truppen zunächst ungehindert in die unverteidigte Black Town ein und begannen mit der Plünderung der Häuser. Die Briten starteten dann einen Ausfall mit 600 Mann unter Oberst William Draper und griffen die durch die Plünderungen zerstreuten Franzosen an. Es kam zu blutigen Straßenkämpfen, bei denen auf jeder Seite etwa 300 Soldaten starben, bevor Drapers Männer sich in die Festung zurückzogen. Zwar blieben diese Kämpfe ohne Sieger und die Verluste waren ausgeglichen, doch hatten sie verheerende Auswirkungen auf die französische Moral. Die beiden französischen Kommandeure Lally und Bussy begannen über das weitere Vorgehen zu streiten, da es ihnen nicht gelungen war, Drapers Angriffstruppe abzuschneiden und einzufangen. Lally kritisierte Bussy in der Öffentlichkeit heftig, entließ ihn jedoch nicht von seinem Posten als Stellvertreter.

### Artilleriebeschuss
Als die Franzosen ihre Stellungen rund um die Stadt bezogen, um Fort St. George zu belagern, konnten sie zunächst keine Artillerie einsetzen, da die Munition für die großen Belagerungsgeschütze noch nicht geliefert worden war. Erst am 2. Januar 1759 konnte der Beschuss der Zitadelle beginnen. Trotz eines intensiven fünftägigen Bombardements und mehrerer Infanterieangriffe gelang den Franzosen kein Durchbruch, da die britische Verteidigung weitgehend intakt geblieben waren. Unter der Festung wurde ebenfalls eine große Mine gezündet, deren Explosion jedoch auch nur geringe Auswirkungen auf die Verteidigungsanlagen hatte.
Die Moral der Franzosen sank weiter, als offensichtlich wurde, wie wenig Wirkung ihre Angriffe auf die Verteidiger hatten. Viele der Soldaten wurden unzufrieden und desertierten, darunter auch 150 Überläufer, die die Seite wechselten und sich der britischen Garnison anzuschlossen. Lally wurde auch von Muhammed Yusuf Khan, dem britischen Sepoy-Kommandeur des Madras Paraiyar Regiments in Chingleput, auf seinen Nachschublinien angegriffen. Lally schaffte es zwar, diesen Angriff abzuwehren, aber die Einheit, die einzige Streitmacht, die sich beim Herannahen der Franzosen nicht nach Madras zurückgezogen hatte, blieben in der Nähe und bedrohten weiterhin die rückwärtigen Dienste der Franzosen, stahlen dringend benötigte Vorräte und blockierten die Marschwege.

### Generalangriff

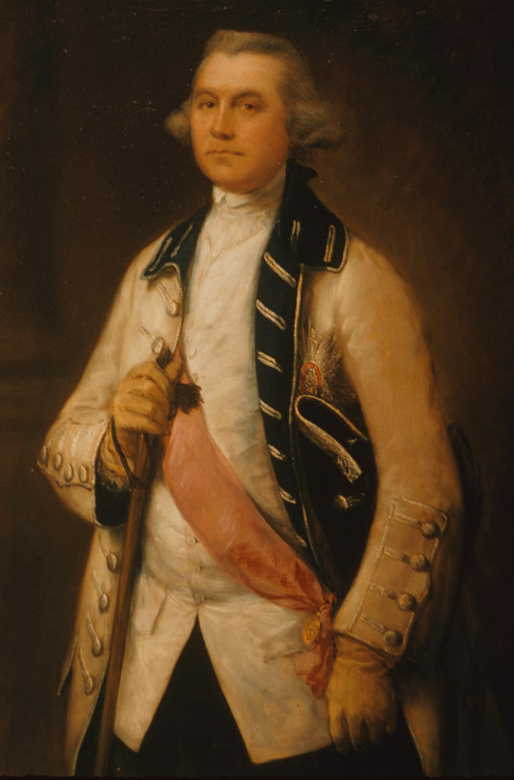
William Draper, der die britischen Verteidiger während der Belagerung befehligte.

Nach mehreren Wochen schwerer Bombardierung machten die Franzosen endlich Fortschritte gegenüber den Verteidigungsanlagen der Stadt. Die Hauptbastion wurde zerstört und in den Mauern klaffte eine Bresche. Der heftige Schusswechsel hatte weite Teile von Madras in Mitleidenschaft gezogen, wobei die meisten Häuser der Stadt durch Granaten zerstört wurden.
Am 30. Januar durchbrach eine Fregatte der Royal Navy die französische Blockade und transportierte eine große Geldsumme und eine Kompanie Verstärkung nach Madras. Weiterhin brachte das Schiff auch die Nachricht, dass die britische Flotte unter Admiral George Pocock bereits auf dem Weg von Kalkutta sei. Als Lally diese Nachricht erhielt, wurde ihm bewusst, dass er einen entscheidenden Angriff starten musste, um die Festung zu stürmen, bevor Pocock eintraf. Er organisierte einen Kriegsrat, bei dem beschlossen wurde, die britischen Geschütze erneut heftig unter Beschuss zu nehmen, um sie außer Gefecht zu setzen. Letztlich führten aber auch die Aktionen nicht zum gewünschten Erfolg.

### Französischer Rückzug
Am 16. Februar trafen sechs britische Schiffe mit 600 Soldaten vor Madras ein. Angesichts dieser zusätzlichen Bedrohung fasste Lally den Entschluss, die Belagerung sofort abzubrechen und sich nach Süden zurückzuziehen.

## Nachwirkungen
Zur Verteidigung der Stadt feuerten die Briten 26.554 Kanonenkugeln und mehr als 200.000 Gewehrpatronenschüsse ab. Dass es nicht gelang, Madras einzunehmen, war eine große Enttäuschung für die Franzosen und ein schwerer Rückschlag für ihren Feldzug in Indien.
Der britische Sieg bei Madras galt als Teil des Annus Mirabilis von 1759, einer Reihe britischer Erfolge rund um den Globus, und trug dazu bei, den Grundstein für die spätere strategische Vormachtstellung Großbritanniens in Indien zu legen. Britische Streitkräfte gingen in Indien in die Offensive, besiegten eine französische Streitmacht bei Wandiwash entscheidend und eroberten dann 1761 Pondicherry. Diese Reihe von Schlachten stellte einen wichtigen Wendepunkt im Kampf um die Vorherrschaft auf dem Subkontinent zwischen Großbritannien und Frankreich dar.